# Ropivakain
A ropivakain az első tiszta enantiomerként kifejlesztett hosszú hatástartamú, amid típusú helyi érzéstelenítő.
A ropivakain mind érzéstelenítő, mind pedig fájdalomcsillapító hatással rendelkezik.

## Hatása
A ropivakain – hasonlóan a többi helyi érzéstelenítőhöz – reverzibilisen blokkolja az ingerületvezetést az idegrostokban, meggátolva az idegrostok sejtmembránján keresztül a Na+ ionok átjutását.
A helyi érzéstelenítők hasonló hatással lehetnek a más ingerelhető membránokra, pl. az agyban és a myocardiumban. Ha rendkívül nagy mennyiségű gyógyszer jut be gyorsan a szisztémás keringésbe, a központi idegrendszerben és a kardiovaszkuláris rendszerben a toxicitás tünetei és jelei léphetnek fel.
A központi idegrendszeri toxicitás megjelenése megelőzi a kardiovaszkuláris hatásokat, mivel az már alacsonyabb plazma-koncentrációknál jelentkezik.

## Fordítás
- Ez a szócikk részben vagy egészben  a   Ropivacaine című angol Wikipédia-szócikk fordításán alapul.  Az eredeti cikk szerkesztőit annak laptörténete sorolja fel. Ez a jelzés csupán a megfogalmazás eredetét és a szerzői jogokat jelzi, nem szolgál a cikkben szereplő információk forrásmegjelöléseként.